# FSV Kitzscher
Der FSV Kitzscher ist ein Fußballverein in der nordwest-sächsischen Stadt Kitzscher, nahe Leipzig gelegen. 

## Struktur
Der Verein wurde 1990 als eingetragener Verein gegründet und wird von einem vierköpfigen Vorstand geleitet. Er unterhält Fußballmannschaften im Männer-, Frauen- und Nachwuchsbereich. Mit dem Stadion der Jugend (8000 Zuschauerplätze) und dem Parksportplatz (2000) stehen ihm im städtischen Johannes-Oberscheven-Sportpark zwei Sportstätten zur Verfügung. 

## Geschichte

### BSG Aktivist Espenhain
In seiner Geschichte geht der Verein auf die Betriebssportgemeinschaft (BSG) des Braunkohlenverarbeitungswerkes in Espenhain zurück, das acht Kilometer von Kitzscher entfernt liegt. Die BSG erhielt entsprechend ihrem Trägerbetrieb aus der Bergbau- und Kohlebranche den Namen „Aktivist Espenhain“. Zu den erfolgreichsten Sportlern der Anfangszeit gehörten die Leichtathleten. Bereits 1949 gewann der Zehnkämpfer Rudi Etzold die sächsische Landesmeisterschaft. 1951 und 1952 wurde die Speerwerferin Lieselotte Kühne DDR-Jugendmeisterin. Diese Erfolge veranlassten das Braunkohlewerk, ein neues Stadion zu bauen, das zum „Tag des Bergmanns“ am 1. Juli 1956 mit einem großen Leichtathletik-Sportfest eingeweiht wurde. Auch der DDR-Vizemeister 1968 im 3000-m-Hindernislauf Achim Weißenberger hatte seine ersten Erfolge bei der BSG Aktivist. 
Ebenfalls erfolgreich waren die Espenhainer Kegler. Zwischen 1957 und 1980 stellte Aktivist Espenhain mit Herbert Uhlmann und den Keglerinnen Herchert und Bräuer DDR-Meister. Die Damen wurden 1971 DDR-Mannschaftsmeisterinnen und die Herren 1959 DDR-Vizemeister. Herbert Uhlmann gehörte 1955 zur DDR-Auswahl, die den Weltmeistertitel gewann.

### BSG-Fußball

Logo der
BSG Aktivist Espenhain

Die Sektion Fußball der BSG Aktivist begann auf bescheidenem Niveau. Allerdings wuchs hier Horst Slaby auf, der später mit Chemie Leipzig DDR-Meister wurde. Der Verein ging 1951 aus der ZSG Energie Espenhain hervor, 1955 schloss sich Aktivist Magdeborn an, wodurch Aktivist Espenhain deren Platz in der Bezirksklasse Leipzig einnehmen konnte, bevor 1958 der Aufstieg in die damals viertklassige Bezirksliga Leipzig gelang. 1961 schloss sich auch die BSG Aktivist Espenhain-Süd (bis 1956 BSG Aktivist Kitzscher) der BSG Aktivist Espenhain an. Zunächst meist im Mittelfeld platziert, gewannen die Espenhainer 1967 die Bezirksmeisterschaft, mit der sie sich für die Aufstiegsrunde zur zweitklassigen DDR-Liga qualifizierten. Dort erreichte die Mannschaft jedoch nur vier Unentschieden und verpasste mit Platz 3 den Aufstieg. Zwei Jahre später musste der Abstieg aus der Bezirksliga hingenommen werden, doch in der Saison 1973/74 meldete sich die BSG mit einer erstarkten Mannschaft wieder in der Bezirksliga zurück und gewann nach einem 3. Rang 1974 im Jahr 1975 erneut die Bezirksmeisterschaft. 
Diesmal war man sofort für die DDR-Liga qualifiziert, die Liga hatte in diesem Zeitraum fünf Staffeln, und Aktivist konnte sich dort etablieren und zur Saison 1980/81 halten. Da das heimische Otto-Heinig-Stadion den Ansprüchen der DDR-Liga nicht gewachsen war, wurden die Heimspiele im acht Kilometer entfernten Stadion der Jugend in Kitzscher ausgetragen, das 8000 Zuschauern Platz bot. In dieser Zeit hatten die Espenhainer mehrere ehemalige Leipziger Oberligaspieler, wie den Nationalspieler Hans-Jürgen Naumann (165 × für den 1. FC Lok) sowie Fritz Weniger (40 × für Chemie) und Joachim Niklasch (30 × 1. FC Lok) in ihren Reihen. 
Nachdem die Stützen der Mannschaft ihre aktive Laufbahn beendet hatten, musste Aktivist nach Abschluss der Saison 1980/81 als Tabellenvorletzter wieder in die Bezirksliga absteigen. Dort erreichte die Mannschaft bis zum Ende des DDR-Fußballbetriebs jeweils Plätze im oberen Tabellenbereich. In der Saison 1984/85 wurde man Meister und konnte an der Aufstiegsrunde zur Liga teilnehmen, wo man allerdings scheiterte. Am Ende der Saison 1988/89 nahm man als Zweiter der Bezirksliga – die ASG Vorwärts Delitzsch als Meister hatte verzichtet – sogar nochmals an der Aufstiegsrunde teil, konnte sich aber erneut nicht durchsetzen. Zwischen 1976 und 1983 hatte die BSG Aktivist siebenmal ohne nennenswerten Erfolg an den Wettbewerben um den DDR-Fußballpokal teilgenommen. Am letzten FDGB-Pokal-Wettbewerb 1990/91 nahm man bereits als FSV Kitzscher teil. Auch diesmal kam man nicht über die 1. Runde hinaus, da man zuhause gegen den FC Wismut Aue mit 0:11 verlor. 
Ligenübersicht 1952 bis 1990:
- 1952–1955: Kreisklasse Borna/Geithain (5. Liga)
- 1955–1957: Bezirksklasse Leipzig (5. Liga, 1955–61 gab es auch eine 2. DDR-Liga)
- 1958–1969: Bezirksliga Leipzig (4., ab 1961 3. Liga)
- 1969–1973: Bezirksklasse Leipzig (4. Liga)
- 1973–1975: Bezirksliga Leipzig (3. Liga)
- 1975–1981: DDR-Liga (2. Liga)
- 1981–1990: Bezirksliga Leipzig (3. Liga)

## Entwicklung seit 1990
Als 1990 das Braunkohlewerk privatisiert wurde, entfiel damit die Förderung für die Betriebssportgemeinschaft. Einige Mitglieder der Fußballsektion der BSG, die in den zurückliegenden Jahren die Sportstätten in Kitzscher genutzt hatte, gründeten daraufhin den FSV Kitzscher. Obwohl sich der Verein für die Landesliga qualifiziert hatte, nahm er aus finanziellen Gründen wieder an der Bezirksliga Leipzig teil. Die Mannschaft wurde anfangs von Wolfgang Jaschob später von André Schöner betreut. Als 1993 Lothar Harnisch das Training beim FSV übernahm, ging es stetig nach oben. Krönung der erfolgreichen Zeit war der Bezirkspokalsieg in der Saison 1996/1997. Während der Saison 1997/98 zog sich der Hauptsponsor zurück, und nach einem neunten Platz nach Saisonende wurde die 1. Männermannschaft vom Spielbetrieb auf Bezirksebene zurückgezogen. Viele Spieler verließen den Verein in Richtung Geithain. 2002/03 übernahm Lothar Harnisch noch einmal die Mannschaft, die nun wieder in der Leipziger Bezirksklasse spielte, aus der sie 2005 erneut abstieg. 2006 gelang die Rückkehr in die Bezirksklasse, die seit 2008 achte Liga im DFB-Spielbetrieb ist. Aktueller Trainer ist Frank Wimberger, ihm zur Seite steht der ehemalige FSV-Spieler Thomas Reck. 
Die Frauenmannschaft, 1996 in Steinbach gegründet und 1998 nach Kitzscher umgezogen, trat zur Saison 1998/99 erstmals in der Frauen-Bezirksliga an. 2001 stieg sie ab und spielt seitdem in der Kreisliga.